# Марко Симоновић
Марко Симоновић (Приштина, 30. мај 1986) бивши је српски кошаркаш, а садашњи кошаркашки тренер. Играо је на позицијама крила и крилног центра. Тренутно је тренер СПД Раднички из Крагујевца.

## Биографија
Симоновић је рођен у Приштини, али се 1999. године после НАТО бомбардовања преселио у Београд. Убрзо је и заиграо у млађим категоријама београдског Радничког, а касније је био и део њиховог сениорског тима. У периоду од 2003. до 2005. две сезоне провео је у клубу Лавови 063, а након тога једну у нишком Ергоному. Сезону 2006/07. почео је у белгијском Остендеу, али се у децембру вратио у Србију и придружио Хемофарму у ком је остао годину и по дана.
Од лета 2008. провео је три сезоне у подгоричкој Будућности, у чијим редовима је освојио по три црногорска првенства и купа. У сезони 2011/12. наступао је за Албу из Берлина. У сезонама 2012/13. и 2013/14. је био играч Црвене звезде, а од лета 2013. постао је и њен капитен. Са овим клубом освојио је два Купа Радивоја Кораћа (2013. и 2014). У сезони 2014/15. је наступао за француски ЕБ По Лак Ортез. Крајем септембра 2015. се вратио у Црвену звезду. У свом другом мандату у црвено-белом дресу, освојио је по две титуле првака Србије и АБА лиге као и још један Куп.
У јулу 2017. је потписао уговор са Зенитом из Санкт Петербурга у чијем дресу проводи наредне две сезоне. У јулу 2019. је потписао двогодишњи уговор са екипом Цедевите Олимпије, али у фебруару 2020. прелази у Малагу. Дана 13. јула 2020. Симоновић се вратио у Црвену звезду, потписавши двогодишњи уговор са клубом.

### Репрезентација
Био је члан универзитетске репрезентације Србије, са којом је на Летњим универзијадама освојио две медаље - златну 2009. и сребрну 2007. године.
Са сениорском репрезентацијом дебитовао је на Светском првенству 2014. у Шпанији где је освојена сребрна медаља. Симоновић је у девет сусрета бележио 3,1 поен за просечно девет минута у игри и погодио важна слободна бацања у полуфиналу против Француске. За два поена је шутирао 62,5% (8-5), а за три 37,5% (8-3).
Са репрезентацијом је освојио и сребрну медаљу на Олимпијским играма у Рију 2016. године. Играо је и на Светском првенству 2019. у Кини.

## Успеси

### Клупски
- Будућност:
  - Првенство Црне Горе (3): 2008/09, 2009/10, 2010/11.
  - Куп Црне Горе (3): 2009, 2010, 2011.
- Црвена звезда:
  - Првенство Србије (4): 2015/16, 2016/17, 2020/21, 2021/22.
  - Јадранска лига (4): 2015/16, 2016/17, 2020/21, 2021/22.
  - Куп Радивоја Кораћа (5): 2013, 2014, 2017, 2021, 2022.

### Репрезентативни
- Универзијада:  2009,  2007.
- Светско првенство:  2014.
- Олимпијске игре:  2016.

### Појединачни
- Најбољи стрелац Купа Радивоја Кораћа (1): 2017.
- Идеална стартна петорка Јадранске лиге (1): 2016/17.